# Правда о том, что случилось с мистером Вальдемаром
«Пра́вда о том, что случи́лось с ми́стером Вальдема́ром» (англ. The Facts in the Case of M. Valdemar) — рассказ американского писателя Эдгара Аллана По, написанный в 1845 году. Основная тема рассказа — месмеризм. Рассказ ведётся от первого лица. Автор ставит эксперимент на своём знакомом, мистере Вальдемаре, умирающем от чахотки. Автор помещает его в «месмерическое состояние» с тем, чтобы исследовать особенности процесса умирания в этом состоянии. Далее автор описывает последствия своего опыта. Рассказ написан в жанрах саспенс и хоррор, впервые был опубликован без пояснений, что это художественное произведение, и многими был воспринят как документальное свидетельство о реально проведённом опыте магнетизма. По раскрыл «подделку» позднее, в своих «Маргиналиях».

## Сюжет
Рассказчик заявляет, что готов изложить подробности дела, которое вызвало бурные дискуссии. Оно связано с так называемым месмеризмом, паранаучной практикой помещения субъекта в гипнотическое состояние, посредством «животного магнетизма». Позднее месмеризм стал основой гипноза. Рассказчик — довольно опытный месмерист, однако его занимает один опыт, который, по-видимому, никем ещё не проводился. Он хочет узнать, как влияет месмерическое состояние на процесс умирания человека — замедляется или, наоборот, ускоряется этот процесс? можно ли остановить смерть? Рассказчик решается провести опыт на своём знакомом — мистере Эрнесте Вальдемаре.
Мистер Вальдемар смертельно болен, он в последней стадии чахотки. К нему приходит рассказчик и предлагает ему стать подопытной крысой. Вальдемар соглашается. Они зовут в свидетели докторов Д. и Ф., которые лечили Вальдемара, и молодого мистера Л.-л.-а, студента. Когда наступает смертный час мистера Вальдемара, рассказчик начинает своё колдовство. Вальдемар умирает и несколько часов не подаёт никаких признаков жизни, но потом вдруг сквозь сон начинает говорить. Сначала он говорит, что спит, и просит его оставить в покое, дать ему умереть. Потом с ним происходит резкая перемена: румянец сходит с щек, рот открывается, верхняя губа закручивается, обнажается чёрный распухший язык. На вопрос магнетизёра, спит ли он, раздаётся глухой голос, будто из-под земли: «Раньше я спал, а теперь я умер». Свидетели поражаются этим необыкновенным зрелищем.
В таком состоянии сна, полузабытья, гипноза, транса Вальдемар проводит семь месяцев. За ним ухаживают его служащие и свидетели опыта. Наконец, магнетизёр решается «разбудить» его, и снова спрашивает пациента, что тот чувствует. В этот момент мистер Вальдемар начинает кричать, что он умер и не может больше здесь находиться. Он просит разбудить себя или усыпить. Мистер Вальдемар продолжает кричать: «Умер! Умер!» Рассказчик проделывает свои месмерические пассы и выводит Вальдемара из его состояния. Тогда его тело начинает гнить и разлагается за несколько секунд. Перед свидетелями остаётся отвратительная, гниющая масса.

## История создания и публикации
Теория «животного магнетизма», иногда называемая по имени своего автора Фридриха Месмера «месмеризмом», была чрезвычайно популярна в Европе во второй половине XVIII века. Особую популярность она снискала в Европе, где даже были созданы специальные комиссии по вопросам «животного магнетизма», в которые входили крупнейшие учёные того времени. Однако к 1840 году они сошлись во мнении, что никакого «животного магнетизма» не существует, так как результаты опытов были противоречивы, а все попытки зафиксировать его носители, так называемые «флюиды», оказались безуспешными. Тем не менее у теории оставалось много приверженцев, тема переместилась из научной среды в общественную.
Вышедшая в 1829 году книга австрийского поэта, врача и спиритуалиста Юстинуса Андреаса Кернера наделала много шума. Кернер описывал свой опыт лечения «месмеризмом» одной пациентки, которая наблюдалась у него в 1826—1829 годах. В 1845 году вышло издание на английском языке, а анонсировалось оно, в частности, в августовском выпуске газеты The Broadway Journal, редактором которого в то время был Эдгар По. В книге Кернера есть эпизоды, напоминающие отдельные фрагменты будущего рассказа По. В ней, например, есть описания магнетических пассов. Кернер пишет, что сначала казалось, будто эти пассы оживляют умирающую женщину, но потом она всё же скончалась, «оставив полностью неузнаваемую оболочку, в которой не было и намека на прежний облик».
Кроме того, По напечатал в своём журнале письмо от нью-йоркского физика Сиднея Доана (Dr. A. Sidney Doane), где описывалась хирургическая операция, на время которой пациент был помещён в «магнетический сон»; вероятно, это письмо и подвигло По к написанию собственной истории. Новелла «The Facts in the Case of M. Valdemar» практически одновременно была опубликована в двух журналах: в Broadway Journal (выпуск от 20 декабря 1845 года) и в декабрьском номере American Review: A Whig Journal — в последнем под заглавием «The Facts in M. Valdemar’s Case». В Англии рассказ вышел сначала в виде брошюры под заголовком «Mesmerism in Articulo Mortis», а затем под названием «Последние дни мистера Вальдемара» (The Last Days of M. Valdemar).

## Реакция публики и критика
Многие читатели восприняли рассказ как отчёт о реальном эксперименте. Английский гипнотерапевт Роберт Коллиер (Robert Collyer), находясь в Бостоне, написал По, что он тоже однажды провёл оживление человека, которого все считали умершим (на самом деле это был напившийся до бесчувствия моряк, которого «оживили» с помощью горячей ванны). Другой англичанин, Томас Соут (Thomas South) привёл «случай», описанный По, в своей книге по магнетизму Early Magnetism in its Higher Relations to Humanity 1846 года. Студент-медик Джордж С. Элевет (George C. Eveleth) писал Эдгару По:

Я всех убеждал, что это чистая правда. Но вам я скажу, что у меня есть сильные подозрения, что это фальшивка.
Оригинальный текст (англ.)I have strenuously held that it was true. But I tell you that I strongly suspect it for a hoax.

Эдгар По получил письмо из Шотландии от читателя по имени Арчибальд Рэмси (Archibald Ramsay), «верующего в Месмеризм», как он сам отрекомендовался. Читатель жаждал подтверждения подлинности истории: «В ней говорится… о величайшем открытии». Рэмси требовал ответа от Эдгара По лично, «во имя Науки и истины». По ответил: «Подделка — вот самое подходящее слово. Находятся люди, которые в неё верят — но я в неё не верю — и вы не верьте».
Подобных писем автор получил много. В ответном письме к одному другу По ограничился краткой припиской в постскриптуме: «P.S. 'Дело Вальдемара' фальшивка, разумеется». Редактор Daily Tribune Хорейс Грили (Horace Greeley) написал в одном из выпусков, что «несколько почтенных здравомыслящих граждан» были введены в заблуждение, но «у любого, кто принял этот рассказ на веру, должна быть большая, просто огромная шишка Веры».
На публикацию рассказа откликнулась Элизабет Браунинг, написав По, что он владеет даром «делать ужасающее неправдоподобие близким и узнаваемым». Филипп Кук, малоизвестный поэт из Вирджинии и друг По, также высказал автору своё мнение о новелле. Он точно подметил главную, хотя и неявную цель автора — вызвать предельный шок, а вовсе не заниматься пропагандой месмеризма, как могло показаться на первый взгляд:

Это самая ужасная, правдивая, отвратительная и шокирующая фантазия, которую когда-либо породил человеческий мозг или вывела на бумаге рука. Этот липкий желатиновый голос! до такого ещё никто не додумался <…> Волосы встают дыбом от чтения его среди бела дня, хотя ты и вооружён дробовиком. Что уж говорить о том, какое он произведёт впечатление ночью, в каком-нибудь старом сельском доме, где живут привидения!

Критик и литературовед Джордж Эдвард Вудберри (George Edward Woodberry) через несколько десятилетий после смерти По писал, что рассказ «по сочетанию кристально чистого физического отторжения и тошнотворно грязного ужаса не имеет себе равных в литературе». Исследователь Джеймс М. Хатчиссон (James M. Hutchisson) назвал новеллу, «вероятно, самой отвратительной сказкой По».

## Анализ
Как и в подавляющем большинстве своих рассказов, По прибегает к гротеску, оксюморону и иронии, которая, впрочем, мало кем из его современников была замечена в этом рассказе. Указание на иронический подтекст новеллы содержится в уже в описании «жертвы» месмеризма — мистера Вальдемара. Оно представляет собой невообразимую мешанину несочетаемых деталей. Месье (фр.) Эрнест Вальдемар (исп. или шв.) — составитель Bibliotheca Forensica («Судебная библиотека» на латыни), автор переводов на польский язык «Гаргантюа» Рабле и «Валленштайна» Шиллера, да ещё под псевдонимом «Иссахар Маркс».
Эдгар По прибегает к очень высокой степени детализации и натурализма описаний, что наводит на мысли о том, что перед написанием рассказа он тщательно изучал медицинскую литературу. В одном месте он, например, пишет, что из глаза Вальдемара «обильно потёк жёлтый гной» (profuse outflowing of a yellowish ichor). Наиболее же впечатляет заключительный фрагмент рассказа:

… все его тело, — в одну минуту, или даже быстрее — осело, расползлось, истлело под моими руками. На постели перед нами оказалась безобразная, гниющая, вонючая масса.
Оригинальный текст (англ.)...his whole frame at once — within the space of a single minute, or even less, shrunk—crumbled—absolutely rotted away beneath my hands. Upon the bed, before that whole company, there lay a nearly liquid mass of loathsome—of detestable putrescence."

Этот изобразительный ряд наверняка повлиял на произведения последователей Эдгара По, включая Говарда Лавкрафта. В последних строках рассказа По смог вызвать у читателя целый спектр сильнейших переживаний одновременно: шок, отвращение, тревожное ожидание. Попытки превозмочь смерть приводят к ужасающим результатам и, следовательно, в конечном счете бесполезны.
Имя Valdemar созвучно испанскому сочетанию «долина моря». Имя включает в себя твёрдую и жидкую составляющую; это придаёт особый символизм истории Вальдемара, его тела, проходящего трансформацию от нормального «твёрдого» состояния к «жидкому» в последних кульминационных строках истории. Ещё одним символом, обозначающим смертность героя, фигурирующим в этом рассказе и в других текстах По, являются зубы. Они обнажаются из-под завернувшейся верхней губы Вальдемара в момент его смерти. В других рассказах это «могильные и отвратительные» зубы коня («Метценгерштейн»), патологическое влечение к зубам у героя «Береники», зубовный скрежет шута, возвещающий смерть его врагов, в рассказе «Прыг-Скок».
Вальдемар умирает от чахотки и, охотно согласившись на эксперимент, вероятно, стремится отсрочить свою кончину. Возможно, такой сюжет связан с жизненной драмой Эдгара По: к тому времени, когда этот рассказ впервые появился в печати, его жена Вирджиния Клемм уже четыре года страдала от туберкулёза
. Возможно, в основе предельной детализации описаний состояния больного Вальдемара положены наблюдения По за страданиями своей жены. Кроме того, По, вероятно, был под впечатлением от теорий известного спиритиста и медиума Эндрю Джексона Дэвиса, чьи лекции по месмеризму он посещал.
Смерть Вальдемара лишена какой-либо сентиментальности, в противоположность его концепции Эдгара По о «смерти прекрасной женщины» как об идеальной теме искусства, изложенной в эссе «Философия творчества», и которой он следует в остальных своих рассказах: «Лигейя», «Морелла», «Овальный портрет» и других. Смерть мужчины, напротив, брутальна и вульгарна.

## Экранизации и радиоспектакли
Рассказ «The Facts in the Case of M. Valdemar» был экранизирован в Аргентине, в 1960 году, как одна из частей Masterpieces of Horror, в США этот фильм был впервые показан в 1965. Одна из трёх киноновелл альманаха Роджера Кормана «Истории ужаса» (Tales of Terror, 1962) основана на сюжете истории мистера Вальдемара. Более поздняя экранизация, воплощённая Джорджем Ромеро, стала первым эпизодом фильма «Два злобных взгляда» (Due occhi diabolici, 1990) — второй «злобный взгляд», на рассказ «Чёрный кот», принадлежал Дарио Ардженто. Крупнейшая некоммерческая радиостанция США National Public Radio транслировала постановку «Edgar Allan Poe’s Valdemar» (2000). Также мотивы рассказа присутствуют в чёрной комедии 2002 года «Месмерист» (The Mesmerist).

## Основные темы рассказа
В рассказе звучат некоторые из традиционных для произведений Эдгара По тем:
- месмеризм (см. также: «Месмерическое откровение» — написан в пару к «Мистеру Вальдемару»; «Повесть Крутых гор»)
- стремление проникнуть в тайну смерти (см. также: «Беседа Моноса и Уны»; «Разговор Эйроса и Хармионы»; «Месмерическое откровение»; «Разговор с мумией»)

## Влияние в культуре
Редьярд Киплинг, большой поклонник таланта Эдгара По, ссылается на рассказ «The Facts in the Case of M. Valdemar» в своей истории «В доме Седдху» (In the House of Suddhoo, 1886). В ней говорится о попытке старика-индийца спасти жизнь больного сына с помощью народной магии. Один из сеансов колдуна-шарлатана включает в себя чревовещание тонким голосом, похожим на колокольчик. У присутствующих при этом складывается впечатление, что говорит засушенная голова младенца, плавающая в тазу. Киплинг пишет: «Прочтите рассказ Эдгара По о том, как заговорил умирающий под влиянием внушения, и вы поймете, хотя бы наполовину, ужас, который испытали мы, услышав голос этой головы».
В рассказе-фантасмагории Достоевского «Бобок» умершие соседствуют с живыми, граница между ними стирается. Некий маркиз, дамский угодник времен Екатерины, поёт романс, и вдруг рассыпается, превратившись в кучку пепла.
Этот рассказ По был включён в «Антологию фантастической литературы», составленную в середине XX в. Хорхе Луисом Борхесом, Адольфо Биой Касаресом и Сильвиной Окампо.

## Русские переводы рассказа
Первый перевод рассказа на русский язык состоялся в 1859 году. Это была брошюра под названием «Говорящий мертвец», анонимный автор которой, очевидно принадлежащий к духовенству, поставил своей задачей не только перевести рассказ, но и подробно его разобрать. Объём комментариев переводчика был сопоставим с объёмом авторского текста. Это первый пример самостоятельного анализа творчества По в русской литературной критике, ставший одним из её курьёзов. Впрочем, в 1859 году брошюра прошла незамеченной, и её содержание могло показаться тогдашней читающей публике не таким уж парадоксальным. В 1901 году об этой публикации вспомнил издатель «Вестника всемирной истории» С. С. Сухонин, и в майском номере «Вестника» полностью воспроизвел текст «Говорящего мертвеца», сопроводив его своим кратким комментарием. Вся публикация была озаглавлена «Эдгар Поэ и один из его „учёных“ критиков».

…Вряд ли какой другой писатель нашел себе «критика», составившего разбор своеобразней ниже приводимого. <…> Автор, судя по его ссылке на журнал L’Illustration, по-видимому, знает французский язык и основательно знаком с священным писанием, к которому он постоянно обращается, изобильно его цитируя. Таким образом, зная французский язык, зная текст священного писания и творений святых отцов, живя, по-видимому, в Петербурге, что можно предположить из того, что брошюра «Говорящий мертвец» дозволена петербургской цензурой и напечатана в типографии И. Шумахера в Петербурге же, г. критик не потрудился узнать только — кто такой Эдгар Поэ и что за произведение им разбираемое.

Автор «Говорящего мертвеца» явно никогда прежде не слышал об Эдгаре По и, приняв фантастический рассказ за учёный трактат, обрушился на писателя с чувством оскорблённого христианина; он яростно опровергает «ученого доктора Поэ», который пожелал «дерзко, под покровом яко бы науки, а в самом деле при пособии силы враждебной приподнять завесу вечности и заглянуть в ту страну, для которой ещё тускло и слабо духовное зрение перстного человека» и действие которого «есть уже вторжение в судьбы Вышнего Промысла» и сам «исполнитель — дерзко взимавшийся на разум Божий». Предположения о личности автора «Говорящего мертвеца» появились в середине XX века, в настоящее же время большинство критиков приписывают эту работу известному литератору, Александру Башуцкому, закончившему свои дни в монашестве.
Позднее рассказ переводили Г. Клепацкий, Константин Бальмонт, Михаил Энгельгардт, Зинаида Александрова. Также существуют несколько анонимных переводов второй половины XIX — начала XX веков.